# Bór suchy

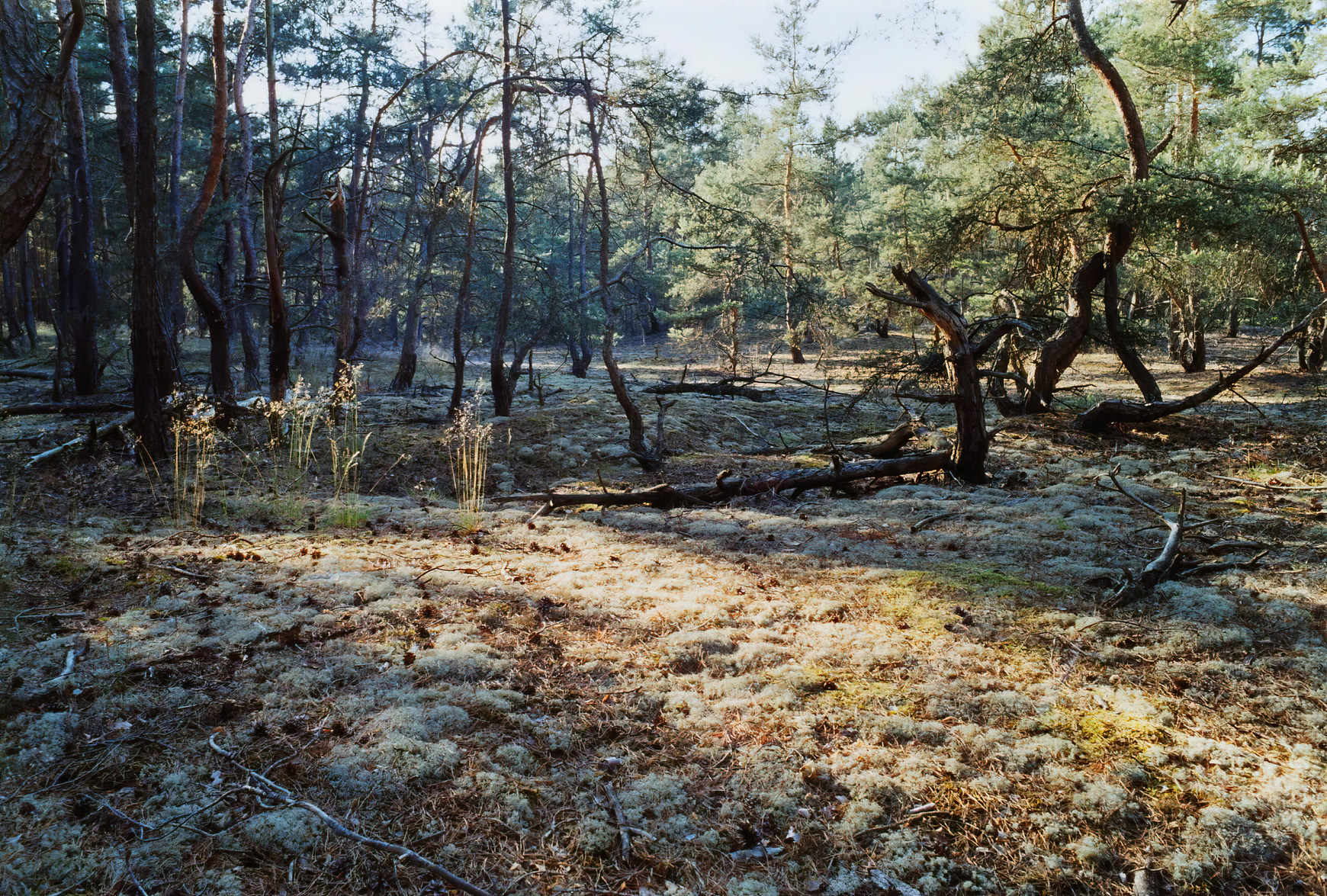
Bór chrobotkowy na siedlisku boru suchego (północne Niemcy)

Bór suchy (Bs) – typ siedliskowy lasu występujący na obszarze wszystkich krain nizinnych w Polsce na siedliskach skrajnie ubogich i suchych. Gleby tego siedliska są bielicowe, inicjalne na siedliskach najuboższych, i właściwe, w tym na siedliskach nieco żyźniejszych – bielicowo-rdzawe. Są to zwykle piaski luźne, równoziarniste, głębokie i suche, zwykle eoliczne wydmowe (w pasie nadmorskim piaski wydm nadmorskich, poza tym wydm śródlądowych), a także zgromadzone na terasach akumulacyjnych rzecznych lub wodno-lodowcowych. Poziom wód gruntowych nie ma wpływu na siedlisko – znajduje się poza zasięgiem korzeni drzew (nierzadko na głębokości poniżej 4 m). Powierzchnię gleby pokrywa próchnica w postaci rozdrobnionej butwiny lub inicjalnej. 
Udział boru suchego w ogólnej powierzchni lasów w Polsce wynosi ok. 0,3% (dane z roku 2008).

## Skład gatunkowy
Gatunkiem dominującym jest sosna zwyczajna IV – V bonitacji, w domieszce występuje brzoza brodawkowata. Warstwa podszytowa jest bardzo uboga i składają się na nią takie gatunki jak: jałowiec pospolity, jarząb pospolity, brzoza brodawkowata sosna zwyczajna.
Gatunki runa typowe dla boru suchego:
- chrobotki Cladonia sp.,
- płucnica islandzka Cetraria islandica,
- widłoząb miotlasty Dicranum scoparium,
- wrzos pospolity Calluna vulgaris
- kostrzewa owcza Festuca ovina,
- szczotlicha siwa Corynephorus canescens,
- macierzanka piaskowa Thymus serpyllum,
- mącznica lekarska Arctostaphylos uva-ursi,
- pszeniec zwyczajny Melampyrum pratens,
- trzcinnik piaskowy Calamagrostis epigejos,
- turzyca wrzosowiskowa Carex ericetorum,
- jastrzębiec kosmaczek Hieracium pilosella
- szczaw polny Rumex acetosella,
- pomocnik baldaszkowy Chimaphila umbellata.

Według niektórych źródeł także: 
- bliźniczka psia trawka Nardus stricta,
- strzęplica sina Koeleria glauca.

## Status syntaksonomiczny
Z punktu widzenia syntaksonomii bory suche odpowiadają głównie zbiorowisku Cladonio-Pinetum (śródlądowy bór suchy), a także suchym postaciom zbiorowisk Empetro nigri-Pinetum (nadmorski bór bażynowy) – podzespół chrobotkowy (E.n.-P. cladonietosum) i gruszyczkowy (E.n.-P. pireletosum) oraz Peucedano-Pinetum (subkontynentalny sosnowy bór świeży) – wariant suchy z sasanką otwartą (P-P pulsatilletosum).